# Oncidium hyphaematicum
Oncidium hyphaematicum är en orkidéart som beskrevs av Heinrich Gustav Reichenbach. Oncidium hyphaematicum ingår i släktet Oncidium och familjen orkidéer. Inga underarter finns listade i Catalogue of Life.